# Resolution 1599 des UN-Sicherheitsrates
Mit der Resolution 1599 des UN-Sicherheitsrats wurde beschlossen, eine einjährige besondere politische Folgemission in Osttimor (Timor-Leste) einzurichten, das Büro der Vereinten Nationen in Timor-Leste (UNOTIL), die bis zum 20. Mai 2006 in Timor-Leste bleiben wird. Die Resolution wurde am 28. April 2005 unter Hinweis auf die Resolutionen 1543 und 1573 verabschiedet. Zusätzlich wurde der Bericht des Generalsekretärs Kofi Annan (S/2005/99) hierzu zur Kenntnis genommen.

## Hintergrund
Nach der indonesischen Besatzung von 1975 bis 1999 stand Osttimor zunächst unter UN-Verwaltung. Nach der Entlassung des Landes in die Unabhängigkeit am 20. Mai 2002 blieb die Unterstützungsmission der Vereinten Nationen in Osttimor (UNMISET) zur Unterstützung. Von den Regierungen Osttimors und Indonesiens wurde am 9. März 2005 die Wahrheits- und Freundschaftskommission (CTF) gegründet, um die Menschenrechtsverletzungen während der Besatzungszeit aufzuarbeiten. Eine juristische Verfolgung wurde unter der Kritik der Vereinten Nationen und zahlreicher anderer Institutionen ausgeschlossen. Unabhängig von der CTF gründete UN-Generalsekretär Kofi Annan daher bereits im Jahr 2000 eine unabhängige internationale Expertenkommission, die Empfangs-, Wahrheits- und Versöhnungskommission (CAVR). Im Gegensatz zur CTF verlangte sie die Einsetzung eines Tribunals und eine Verurteilung der Straftäter.

## Die Resolution

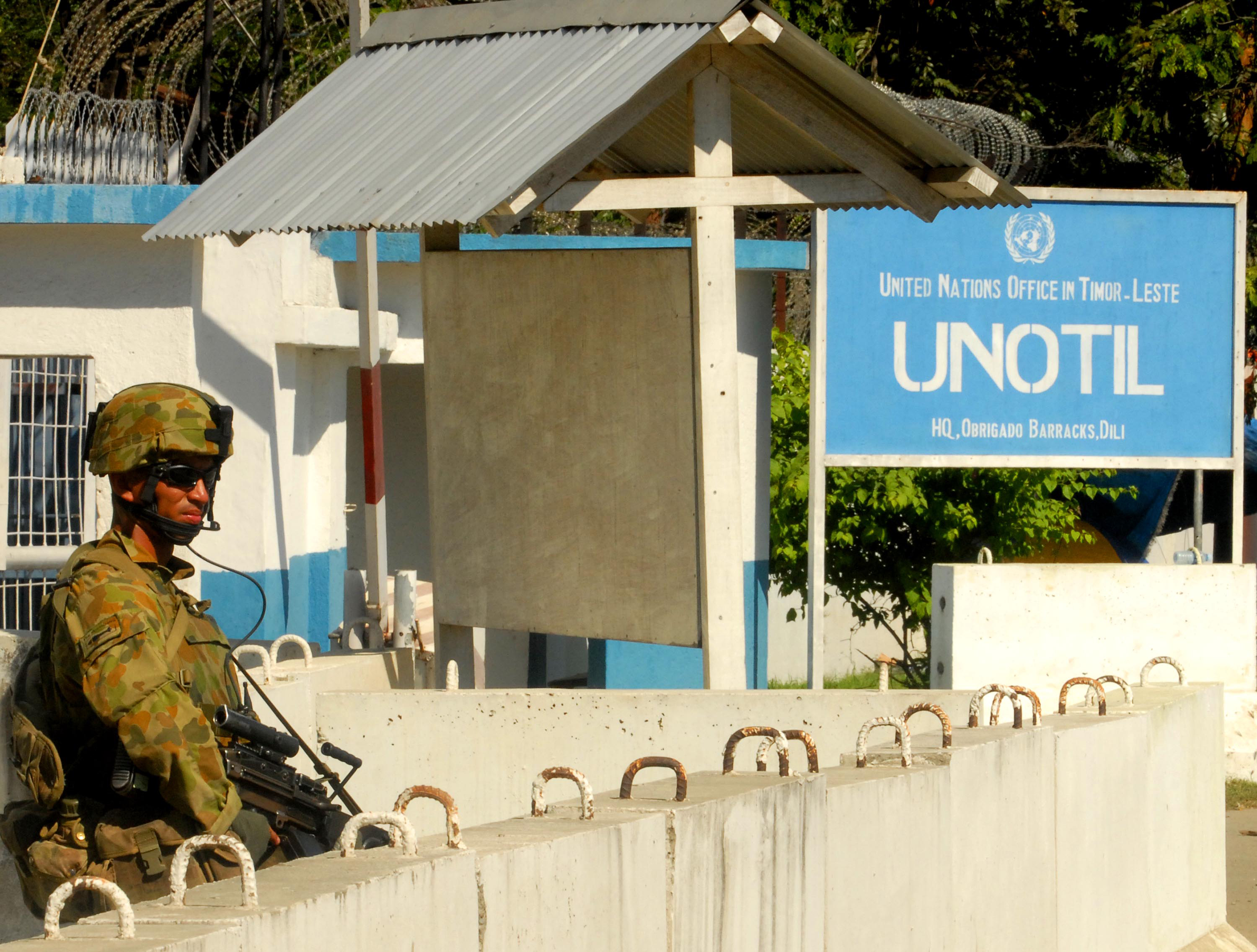
Hauptquartier der UNOTIL in Dili (2006)

Der Sicherheitsrat lobte das Volk und die Regierung für den im Land erreichten Frieden und die Stabilität sowie die anhaltenden Bemühungen, die Demokratie zu festigen und die staatlichen Institutionen zu stärken. Ebenso gelobt wurde die UNMISET unter der Leitung des UN-Sonderbeauftragten für Osttimor Sukehiro Hasegawa, und man begrüßte den kontinuierlichen Fortschritt beim Erreichen der Kernziele des Mandates, insbesondere in seiner Konsolidierungsphase in Übereinstimmung mit den Resolutionen 1543 und 1573. Anerkannt wurde die unschätzbar wertvolle Unterstützung der bilateralen und multilateralen Partner Osttimors, insbesondere mit Blick auf den Aufbau der Institutionen und der gesellschaftlichen und wirtschaftlichen Entwicklung. Unter Berücksichtigung des Schreibens von Osttimors Premierminister Marí Alkatiri an den UN-Generalsekretär (S/2005/103) wird eine Anerkennung an jene UN-Mitgliedstaaten ausgesprochen, die sich an der UNMISET beteiligen. Die Analyse des Generalsekretärs wurde zur Kenntnis genommen, dass auch nach dem 20. Mai 2005 UN-Personal in Osttimor benötigt wird, wenn auch in einem geringeren Maße. Ebenso registrierte man, dass die sich entwickelnden Institutionen Osttimors sich noch immer im Aufbau befinden und weiterhin Unterstützung benötigen, um eine Nachhaltigkeit zu erreichen und sie in den Schlüsselsektoren zu stärken, insbesondere Rechtsstaatlichkeit, inklusive Justiz, Menschenrechte und die Unterstützung der Nationalpolizei Osttimors (PNTL) und anderer Teile der öffentlichen Verwaltung. Zur Kenntnis wurde die gute Kommunikation und der gute Wille genommen, welche die Beziehungen zwischen Osttimor und Indonesien prägen, inklusive der Bildung der Wahrheits- und Freundschaftskommission und der Vereinbarung über die Landesgrenze, die am 8. April 2005 in Dili unterschrieben wurde, mit der der Verlauf von 96 % der Landesgrenze zwischen den beiden Staaten festgelegt ist. Die beiden Regierungen wurden vom Weltsicherheitsrat dazu ermuntert, auch die weiter ausstehenden Fragen der bilateralen Beziehungen zu lösen. Außerdem wurde die Entscheidung des Generalsekretärs zur Kenntnis genommen, die er in seinem Schreiben an den Sicherheitsrat vom 11. Januar 2005 (S/2005/96) zusammenfasste, eine Expertenkommission nach Osttimor und Indonesien zu entsenden zur Überprüfung der Aufarbeitung der schweren Verbrechen während der indonesischen Besatzungszeit und gegebenenfalls zur Empfehlung weiterer Maßnahmen. Der Weltsicherheitsrat bestätigte seine Verantwortung für die langfristige Stabilität in Osttimor.
Der Weltsicherheitsrat beschloss für UNMISET eine einjährige politische Spezial-Folgemission zu entsenden. Das Büros der Vereinten Nationen in Osttimor (UNOTIL) sollte bis zum 20. Mai 2006 laufen. Das UNOTIL sollte die Entwicklung der kritischen Staatsinstitutionen durch bis zu 45 zivile Berater unterstützen. 40 Berater sollten der PNTL bei der Entwicklung helfen und 35 Berater beim Aufbau der Grenzpolizei (BPU). Des Weiteren wurden entsandt bis zu 15 militärische Berater und zehn Beamte zum Thema Menschenrechte. Die UNOTIL sollte die Entwicklung in diesen Bereichen überwachen und überprüfen.
Die UNOTIL wurde angewiesen bei der Umsetzung ihres Mandats für einen Wissenstransfer zu sorgen, um die Fähigkeiten der öffentlichen Institutionen Osttimors aufzubauen, damit diese ihre Aufgaben gemäß internationalen Standards betreffs Rechtsstaatlichkeit, demokratischer Governance, Transparenz, Rechenschaftspflicht und Professionalität durchführen können. Die UNOTIL wurde dem UN-Sonderbeauftragten für Osttimor unterstellt. Er war dafür verantwortlich, dass die Sicherheit des Personals gebührend berücksichtigt wird, und war zudem zuständig für die Organisation von Logistikunterstützung, inklusive Transportmittel wie Lufttransport. Der Generalsekretär wurde beauftragt, die Berater für die Polizei zur Verfügung zu stellen, um die BPU auszubilden und zur Unterstützung der Regierung Osttimors bei der Koordinierung der Kontakte mit dem indonesischen Militär. Die BPU sollte durch Wissenstransfer befähigt werden, die Verantwortung für die Koordination so bald wie möglich zu übernehmen. Erneut betont wurde die Notwendigkeit einer glaubwürdigen Rechenschaftspflicht betreffs der schweren Menschenrechtsverletzungen in Osttimor 1999. Dazu sei es notwendig, dass das UN-Sekretariat im Einvernehmen mit den Behörden Osttimors Kopien aller betreffenden Dokumente erhält. Alle Parteien wurden aufgefordert sich uneingeschränkt an der Arbeit der CAVR zu beteiligen, deren Bericht man erwarte. Darin sollten auch Probleme erörtert werden, wie zum Beispiel auch Möglichkeiten zur Unterstützung der CTF. Der Generalsekretär wurde angewiesen den Weltsicherheitsrat über Entwicklungen vor Ort und den Start des UNOTIL-Mandats zu unterrichten. Der Sicherheitsrat beschloss, sich weiter aktiv mit der Angelegenheit zu befassen.

## Folgezeit
Am 31. Oktober 2005 übergab die CAVR an Osttimors Präsident Xanana Gusmão ihren Abschlussbericht. Die CTF lieferte ihren Abschlussbericht am 15. Juli 2008. Eine Verfolgung der Verantwortlichen für die Menschenrechtsverletzungen erfolgte aber zumeist nicht.
Im Frühjahr 2006 war ein Großteil des UNOTIL-Personals bereits abgezogen, als durch die Desertation von fast der Hälfte der Verteidigungskräfte Osttimors (F-FDTL) Unruhen ausbrachen, was eine Entsendung der Integrierte Mission der Vereinten Nationen in Timor-Leste (UNMIT) als Folgemission nötig machte. Ihre Mission endete am 31. Dezember 2012.